# 杀手2 (2018年游戏)
《杀手2》是一部由IO Interactive开发、华纳兄弟互动娱乐发行的隐蔽类动作冒险游戏。此为刺客任務系列的第七部作品，本作為2016年遊戲《杀手》的續作，游戏于2018年11月13日在Microsoft Windows、PlayStation 4以及Xbox One平台上販售。

## 游戏系统
《杀手2》引入了全新的进行方式、全新的游戏模式及全新功能。本作将不再采用分章节模式，而是提供了一个全新的沙盒世界。
全新的“狙擊暗殺模式（Sniper Assassin）”模式，在游戏正式发售前發布。该模式是《杀手：赦免》狙擊暗殺模式的大幅强化版，可以与好友联机合作击杀目标。除此之外，本作還新增了“幽灵模式（Ghost Mode）”，該模式中，兩名玩家將同时在相同地圖裡面擊殺目標，在追捕的過程中，雙方會以“幽靈”狀態顯示在對方的畫面上，雖然不能直接攻擊對手，但可以與週邊環境互動來干擾對手，只要先擊殺五個目標，就算勝利。

## 游戏剧情
本作延续了2016年发行的前作《杀手》的剧情，玩家依旧扮演“特務47”，任务是要除掉特殊的影子客户（Shadow Client）并解决其民兵组织。但当47得知其目标的真实身分及其过往的真相时，剧情有了颠覆性的逆转。

## 發行
系列开发商IO Interactive在2017年11月宣布从史克威尔艾尼克斯收购回自己的股权并获得了《杀手》系列的版权。2018年6月，华纳兄弟互动娱乐正式公布《杀手2》，成为系列新的发行方。《杀手2》於2018年11月13日發售，但是已經預購黃金版遊戲的玩家可以提前四日玩到遊戲內容。收藏版則附贈公事包，裡面還包含了鴨子氣球、硬幣與子彈鑰匙圈等周邊。

## 评价
《杀手2》普遍受到遊戲媒體的一致好評。IGN的編輯雷恩·麥克卡弗雷（Ryan McCaffrey）給予本作7.7分，雷恩認為相比前作，《杀手2》只能算得上《杀手 1.5》，雖然遊戲劇情表現不佳，但不像前作分成六個章節且一次提供所有內容讓玩家完整體驗，玩家玩過肯定能夠滿足。
GameSpot的編輯愛德蒙·陳（Edmond Tran）感嘆遊戲令人深刻的深度，並稱讚遊戲的人群互動和鏡頭的小改動以及只要擁有前作「年度傳承包」的就能遊玩《杀手》的遊戲內容。游民星空對本作不穩定的網路連線感到不滿，且重新連線需花上近1分鐘的時間，認為這會影響玩家的遊玩意願。
《杀手2》也擁有許多彩蛋，例如在邁阿密章節，當玩家完成任務，特務47可以選擇騎著海豚離開。而遊戲也在發售不久被玩家發現了BUG，只要對敵人投擲公事包，不管敵人怎麼行動，都必然擊中敵人。之后，开发商IO Interactive在2019年8月8日的更新中加入以此BUG为灵感的彩蛋道具「追踪公事包」。
英國演員西恩·賓參與了遊戲的製作，並擔任其中的角色，因此在社群網站上就有玩家發表「殺西恩·賓」的相關推文，推特用戶@TheFatConsol3R就因為這樣而被暫時封禁帳戶，雖然帳戶已經解除封禁，遊戲媒體VG247仍警示玩家要小心。

### 銷售
本作在英國的實體銷售量位於當週第十名，與前作《杀手：赦免》相比，銷售額下降了90%。而在日本，10,162的銷量成為當週第五名。